# فيليكيي كليوتشيف (إفانو-فرانكيفسكا)
فيليكيي كليوتشيف (Великий Ключів) هي مدينة في مقاطعة إفانو-فرانكيفسكا في أوكرانيا.
يبلغ عدد سكانها حوالي 3352 نسمة.